# 德尼奧島
65°27′S 64°19′W / 65.450°S 64.317°W
德尼奧島（Deniau Island），是南極洲的島嶼，位於葛拉漢地西岸，處於達布島和李普曼群島之間，由讓-巴蒂斯特·夏古率領的法國探險隊發現和命名，現時由南極條約體系管理。